# Wegwielrennen op de Paralympische Zomerspelen 2020 - Tijdrit mannen C5
De tijdrit mannen C5 bij het wegwielrennen tijdens de XVIe Paralympische Zomerspelen, vond plaats op de Fuji Speedway een racecircuit in de Japanse prefectuur Shizuoka.

## Uitslag
| #      | renner                  | renner | tijd       | tijd      |
| ------ | ----------------------- | ------ | ---------- | --------- |
| Goud   | Daniel Abraham          | NED    | 42:46.45   |           |
| Zilver | Yegor Dementyev         | UKR    | 43:19.11   | +32.66    |
| Brons  | Alistair Donohoe        | AUS    | 43:36.80   | +50.35    |
| 4      | Lauro Chaman            | BRA    | 43:44.37   | +57.92    |
| 5      | Kévin Le Cunff          | FRA    | 43:51.87   | +1:05.42  |
| 6      | Andrea Tarlao           | ITA    | 46:12.99   | +3:26.54  |
| 7      | Zsombor Wermeser        | HUN    | 46:23.06   | +3:36.61  |
| 8      | Ondrej Strečko          | SVK    | 48:07.86   | +5:21.41  |
| 9      | Pierpaolo Addesi        | ITA    | 48:37.55   | +5:51.10  |
| 10     | Edwin Fabian Matiz Ruiz | COL    | 49:46.14   | +6:59.69  |
| 11     | Mahdi Mohammadi         | IRI    | 53:49.65   | +11:03.20 |
| 12     | Muhammad Hafiz Jamali   | MAS    | 1:01:35.78 | +18:49.33 |
| 13     | Walter Grant-Stuart     | GUY    | 1:04:17.69 | +21:31.24 |
|        | Zuhairie Ahmad Tarmizi  | MAS    | DNF        | DNF       |
|        | Dorian Foulon           | FRA    | DNF        | DNF       |